# Lars Kaalund
Lars Kaalund (* 29. Mai 1964 in Frederiksberg) ist ein dänischer Schauspieler, Regisseur und Drehbuchautor.

## Leben
Lars Kaalund wuchs als einziger Sohn von Niels Christian Hansen († 1990) und Birgitte Kaalund in Frederiksberg auf.
Er absolvierte seine Schauspielausbildung von 1988 bis 1992 an der Staatlichen Theaterhochschule in Kopenhagen. Sein Bühnendebüt als Darsteller hatte er im Jahr 1993 im Kopenhagener Stadtteil Østerbro am Østre Gasværk Theater. Dieses stand zum damaligen Zeitpunkt unter der Leitung von Morten Grunwald. Es folgten viele weitere Gastengagements als Bühnendarsteller, so unter anderem auch am Folketeatret, am Königlichen Theater Kopenhagen, am Odense Teater, am Aarhus Teater, am Theater Helsingør oder am Aalborg-Theater. Er wirkte dabei in zahlreichen Theaterstücken und Musicals mit. Seit einigen Jahren inszeniert Kaalund auch selbst Bühnenstücke.
Kaalund hat seit dem Jahr 1988 als Schauspieler vor der Kamera in bislang mehr als 30 Film-und-Fernsehproduktionen mitgewirkt. Während er zu Beginn seiner Karriere noch oftmals in einer Nebenrolle besetzt wurde, konnte er sich später als Charakterdarsteller in Hauptrollen beweisen. Im Jahr 2000 wurde er als Bester Nebendarsteller mit dem Bodil ausgezeichnet. Kaalund ist seit vielen Jahren auch als Regisseur und als Drehbuchautor für Spielfilme und Fernsehserien tätig, wie beispielsweise für die Serien Rita oder In anderen Welten. Er ist zudem als Synchronsprecher für Zeichentrickfilme aktiv.
Kaalund war einige Zeit lang mit der Schauspielerin Trine Dyrholm liiert. Danach führte er mit der Schauspielerin Iben Hjejle eine Beziehung. Inzwischen ist er mit Anja Hauberg liiert. Das Paar lebt in Kopenhagen.

## Filmografie (Auswahl)
- 1988: Boksning
- 1991: Brudevalsen
- 1994: Sjang
- 1997: Bryggeren (Fernsehserie, 6 Folgen)
- 1998: Wenn Mama nach Hause kommt
- 1999: Der einzig Richtige
- 2000: Blinkende Lichter
- 2000: Italienisch für Anfänger
- 2005: Nynne
- 2007: Daisy Diamond
- 2010: In einer besseren Welt